# John FitzRichard
John FitzRichard, Lord of Halton († Unsicher: 11. Oktober 1190 bei Akkon) war ein anglonormannischer Soldat und Adliger, der als Constable der Earls of Chester diente.

## Herkunft
John war ein Sohn von Richard FitzEustace († 1163), einem jüngeren Sohn von Eustace FitzJohn, Constable of Chester, und von Albreda (auch Aubrey) de Lisours († 1194). Seine Mutter war eine Tochter und schließlich Erbin von Robert de Lacy († 1193). Sein jüngerer Bruder Roger FitzRichard wurde Lord of Warkworth, ein weiterer Bruder, Robert FitzRichard, wurde Prior des Johanniterordens in England.

## Leben
Nach dem Tod seines Vaters 1163 erbte John dessen Herrschaft Halton sowie das Amt des Constable of Chester, womit er zum wichtigsten Beamten von Earl Hugh of Chester wurde. Nach dem Tod von Hugh 1181 diente er in der gleichen Funktion dessen Erben Ranulf of Chester. 1166 bezahlte er eine Gebühr von 1000 Mark, um die Besitzungen seiner Mutter zu erhalten. Nach 1172 gründete er die Zisterzienserabtei Stanlaw in Cheshire sowie ein Hospital in Castle Donington. Earl Hugh dankte ihm mit Ländereien in Antrobus in Cheshire. Um 1178 bestätigte er Johns Schenkung von Stanney an Stanlaw Abbey, wenig später erließ er den Mönchen die in Chester fälligen Zollgebühren. Während der Rebellion gegen König Heinrich II. war John 1173 ein loyaler Unterstützer des Königs. Anfang Mai 1181, als Hugh de Lacy die Gunst des Königs verlor und von seinem Amt als Justiciar of Ireland abberufen wurde, wurde John zusammen mit Bischof Richard Peche von Coventry nach Irland gesandt, um die Kontrolle von Dublin zu übernehmen. Dennoch unterstützen sie Hugh, bevor dieser Irland verließ, beim Bau zahlreicher Burgen in Leinster. Im folgenden Winter wurden John und Bischof Richard nach England zurückgerufen, während Hugh de Lacy nach Irland zurückkehrte. Am 3. September 1189 nahm John an der Krönung von Richard Löwenherz teil. Im März 1190 verließ er England, um am von Richard Löwenherz geführten Dritten Kreuzzug teilzunehmen. Im Heiligen Land starb er während der Belagerung von Akkon.

## Familie und Nachkommen
John FitzRichard hatte Alice, eine Tochter von Robert of Essex und von dessen Frau Alice geheiratet. Mit ihr hatte er mehrere Kinder, darunter:
- Roger FitzJohn
- Richard of Chester, begraben in Norton Priory
- Geoffrey

Ein weiterer Sohn, Eustace of Chester, war möglicherweise unehelich. Sein Erbe wurde sein ältester Sohn Roger.